# Saison 1971-1972 des Celtics de Boston
La saison 1971-1972 des Celtics de Boston est la 26e saison de la franchise américaine de la National Basketball Association (NBA).

## Draft
| Tour | Rang | Joueur          | Position | Nationalité | Provenance       |
| ---- | ---- | --------------- | -------- | ----------- | ---------------- |
| 1    | 10   | Clarence Glover | SF       | États-Unis  | Western Kentucky |
| 2    | 28   | Jim Rose        | PG/SG    | États-Unis  | Western Kentucky |
| 3    | 44   | Dave Robisch    | F/C      | États-Unis  | Kansas           |
| 4    | 61   | Randy Denton    | C        | États-Unis  | Duke             |

## Classement de la saison régulière
| Conférence Est | Conférence Est         | Conférence Est | Conférence Est | Conférence Est |
| No             | Franchise              | Vic.           | Déf.           | PCT            |
| -------------- | ---------------------- | -------------- | -------------- | -------------- |
| 1              | Celtics de Boston      | 56             | 26             | 68.3           |
| 2              | Bullets de Baltimore   | 38             | 44             | 46.3           |
| 3              | Knicks de New York     | 48             | 34             | 58.5           |
| 4              | Hawks d'Atlanta        | 36             | 46             | 43.9           |
|                |                        |                |                |                |
| 5              | 76ers de Philadelphie  | 30             | 52             | 36.6           |
| 6              | Royals de Cincinnati   | 30             | 52             | 36.6           |
| 7              | Cavaliers de Cleveland | 23             | 59             | 28.0           |
| 8              | Braves de Buffalo      | 22             | 60             | 26.8           |

| Division Atlantique   | V  | D  | PCT  | GB |
| --------------------- | -- | -- | ---- | -- |
| Celtics de Boston     | 56 | 26 | 68.3 | -  |
| Knicks de New York    | 48 | 34 | 58.5 | 8  |
| 76ers de Philadelphie | 30 | 52 | 36.6 | 26 |
| Braves de Buffalo     | 22 | 60 | 26.8 | 34 |

## Effectif
| Numéro | Joueur          | Position | Provenance                  |
| ------ | --------------- | -------- | --------------------------- |
| 7      | Art Williams    | PG       | Cal Poly Pomona             |
| 10     | Jo Jo White     | PG       | Kansas                      |
| 11     | Steve Kuberski  | PF       | Bradley                     |
| 12     | Don Chaney      | SG       | Houston                     |
| 16     | Tom Sanders     | SF       | NYU                         |
| 17     | John Havlicek   | SF       | Ohio State                  |
| 18     | Dave Cowens     | C        | Florida State               |
| 19     | Don Nelson      | PF       | Iowa                        |
| 20     | Rex Morgan      | SG       | Jacksonville University     |
| 28     | Clarence Glover | PF       | Western Kentucky            |
| 29     | Hank Finkel     | C        | Dayton                      |
| 33     | Garfield Smith  | PF       | Eastern Kentucky University |

## Playoffs

### Demi-finale de conférence
(E1) Celtics de Boston vs. (E4) Hawks d'Atlanta : Boston remporte la série 4-2
- Game 1 @ Boston : Boston 126, Atlanta 108
- Game 2 @ Atlanta : Atlanta 113, Boston 104
- Game 3 @ Boston : Boston 136, Atlanta 113
- Game 4 @ Atlanta : Atlanta 112, Boston 110
- Game 5 @ Boston : Boston 124, Atlanta 114
- Game 6 @ Atlanta : Boston 127, Atlanta 118

### Finale de conférence
(E1) Celtics de Boston vs. (E2) Knicks de New York : Boston s'incline dans la série 4-1
- Game 1 @ Boston : New York 116, Boston 94
- Game 2 @ New York : New York 106, Boston 105
- Game 3 @ Boston : Boston 115, New York 109
- Game 4 @ New York : New York 116, Boston 98
- Game 5 @ Boston : New York 111, Boston 103

## Statistiques

### Saison régulière
| Joueur          | Matchs | Min/m. | % Tir | % LF | Rbds/m. | Pass/m. | Pts/m. |
| --------------- | ------ | ------ | ----- | ---- | ------- | ------- | ------ |
| Don Chaney      | 79     | 28.8   | .475  | .773 | 5.0     | 2.6     | 11.9   |
| Dave Cowens     | 79     | 40.3   | .484  | .720 | 15.2    | 3.1     | 18.8   |
| Hank Finkel     | 78     | 9.4    | .406  | .581 | 3.2     | 0.8     | 3.2    |
| Clarence Glover | 25     | 4.8    | .455  | .469 | 1.8     | 0.2     | 2.6    |
| John Havlicek   | 82     | 45.1   | .458  | .834 | 8.2     | 7.5     | 27.5   |
| Steve Kuberski  | 71     | 15.9   | .417  | .784 | 4.5     | 0.6     | 6.3    |
| Rex Morgan      | 28     | 5.4    | .320  | .742 | 1.1     | 0.6     | 2.0    |
| Don Nelson      | 82     | 25.4   | .480  | .788 | 5.5     | 2.3     | 13.8   |
| Tom Sanders     | 82     | 19.9   | .410  | .816 | 4.3     | 1.2     | 6.6    |
| Garfield Smith  | 26     | 5.2    | .424  | .194 | 1.4     | 0.3     | 2.4    |
| Jo Jo White     | 79     | 41.3   | .431  | .831 | 5.6     | 5.3     | 23.1   |
| Art Williams    | 81     | 16.4   | .475  | .756 | 3.2     | 4.0     | 5.1    |

### Playoffs
| Joueur          | Matchs | Min/m. | % Tir | % LF  | Rbds/m. | Pass/m. | Pts/m. |
| --------------- | ------ | ------ | ----- | ----- | ------- | ------- | ------ |
| Don Chaney      | 11     | 24.6   | .506  | .750  | 3.5     | 2.0     | 8.8    |
| Dave Cowens     | 11     | 40.1   | .455  | .596  | 13.8    | 3.0     | 15.5   |
| Hank Finkel     | 8      | 8.5    | .455  |       | 3.0     | 0.4     | 2.5    |
| Clarence Glover | 3      | 3.3    | .333  | 1.000 | 1.0     | 0.0     | 2.0    |
| John Havlicek   | 11     | 47.0   | .460  | .859  | 8.4     | 6.4     | 27.4   |
| Steve Kuberski  | 11     | 19.8   | .552  | .842  | 5.7     | 0.3     | 11.6   |
| Rex Morgan      | 4      | 2.5    | .143  | .333  | 1.3     | 0.0     | 0.8    |
| Don Nelson      | 11     | 28.0   | .525  | .854  | 5.5     | 1.9     | 13.2   |
| Tom Sanders     | 11     | 16.9   | .321  | .619  | 2.4     | 0.9     | 4.3    |
| Garfield Smith  | 4      | 1.5    | .200  | .000  | 0.3     | 0.0     | 0.5    |
| Jo Jo White     | 11     | 39.3   | .495  | .833  | 5.4     | 5.3     | 23.5   |
| Art Williams    | 11     | 15.7   | .391  | .750  | 2.5     | 3.0     | 5.9    |

## Récompenses
- John Havlicek, All-NBA First Team
- John Havlicek, NBA All-Defensive First Team
- Don Chaney, NBA All-Defensive Second Team